# Estados Unidos contíguos
Os Estados Unidos contíguos (em inglês: Lower 48) são os 48 estados contíguos dos Estados Unidos, na parte central da América do Norte, e o Distrito de Colúmbia, onde se localiza a capital do país. A definição, portanto, não inclui os estados do Alasca, apesar de ficar no continente americano, e do Havaí, localizado no Pacífico Central.
Os 48 estados e o D.C. em conjunto têm uma área de 7 824 535,379 km², dos quais 7 652 712,653 km² são terra emersa. A população total no censo de 2000 era de 279 583 437, totalizando 99,35% da população do país e 83,65% do território total dos Estados Unidos. Comparando com outros países, os Estados Unidos Continentais são um pouco maiores que a Austrália. O Brasil e o Canadá são os únicos países da América que possuem uma área maior que a do Lower 48, no entanto a área do Brasil (8 515 767 km²) é menor que a área total do território estadunidense (9 371 174 km²), enquanto a do Canadá (9 984 670 km²) é maior.